# Javad Alizadeh
Pour les articles homonymes, voir Alizadeh.
Javad Alizadeh (en persan : جواد علیزاده, Javād Alizādeh) est un dessinateur et illustrateur iranien, né le 9 janvier 1953 à Ardabil et vivant à Téhéran.
Connu pour ses dessins humoristiques de personnalités politiques, sportives et artistiques, il a fondé son propre magazine Humeur et Caricature en 1990.

## Biographie
Alizadeh est né le 9 janvier 1953 à Ardebil, ville du nord-ouest de l'Iran. En 1958, sa famille s'installe à Téhéran où Javad commence ses études. En 1975, il obtient son diplôme en traduction anglaise.
En 1990, il fonde une revue mensuelle de bande dessinée Tanz-O-Caricature (en français : Humeur et caricature) et depuis, il est le rédacteur en chef et éditeur de cette publication indépendante et privée. Ce magazine humoristique publie à la fois des caricatures et billets d'humeur écrits dans différents domaines tels que la politique, le sport, le cinéma, la musique et la philosophie. Selon le site officiel du magazine, l'objectif de cette publication est de « promouvoir la paix, le sourire, la tolérance, la modération et la perspicacité multidimensionnelle et multilatérale dans la société iranienne ».

## Œuvres
- Image de Hedayat (1977), portraits de Sadegh Hedayat
- Shootball (1980)
- Cent blagues, cent cartoons (1980)
- Humour sur la Coupe du monde (1982)
- Télé bande dessinées/Cartoons (1984)
- Les comediens du Cinéma (1985)
- Les cartoons sérieux (1985)

## Galerie

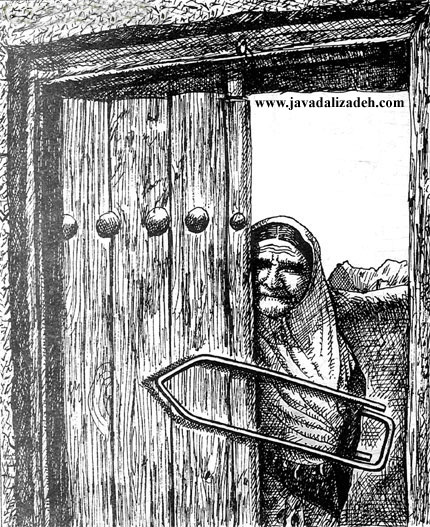
Attaché au village
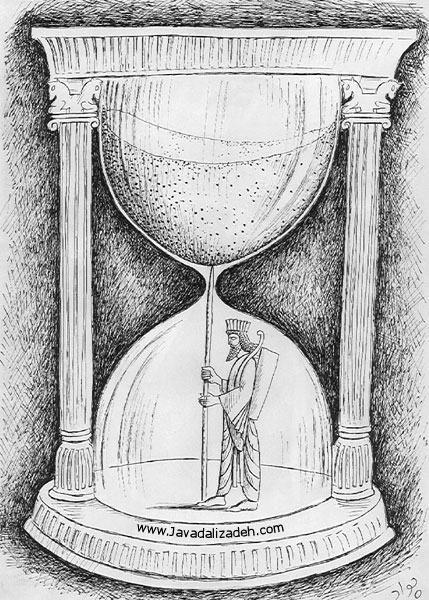
Perse antique
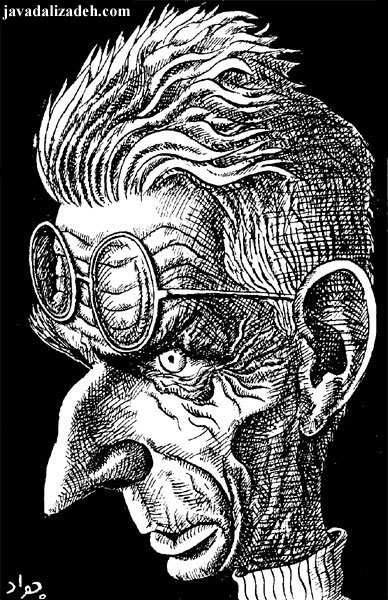
Samuel Beckett
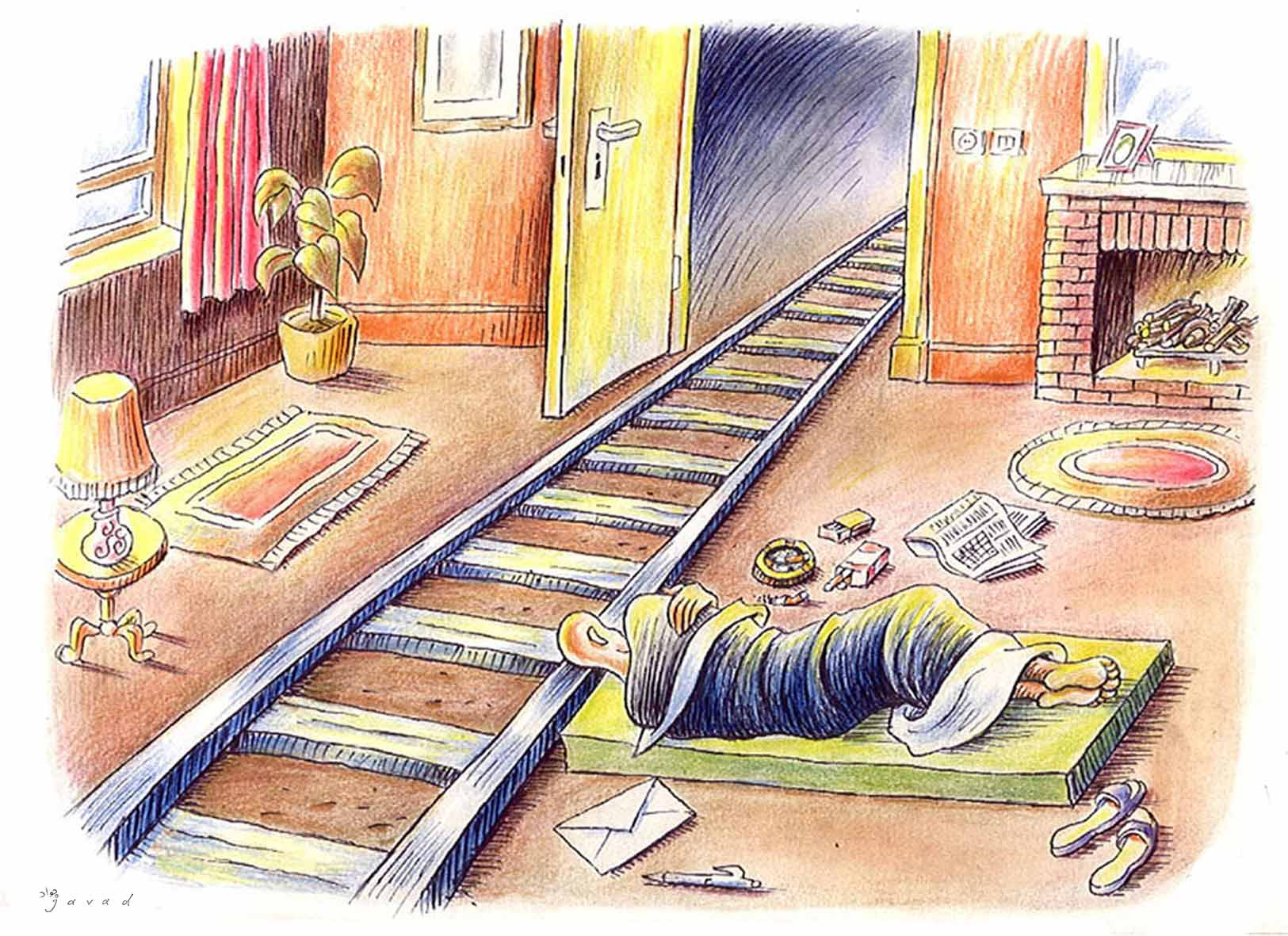
Suicide surréel
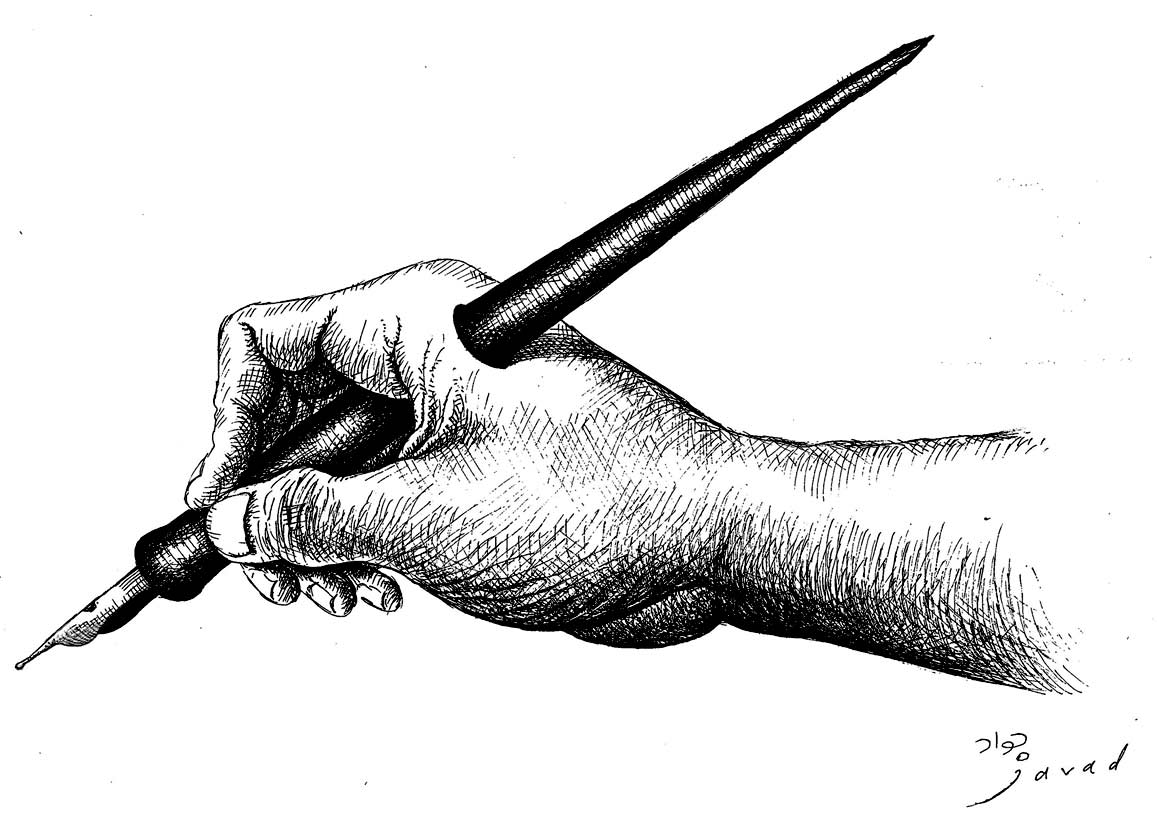
Plume pénétrante
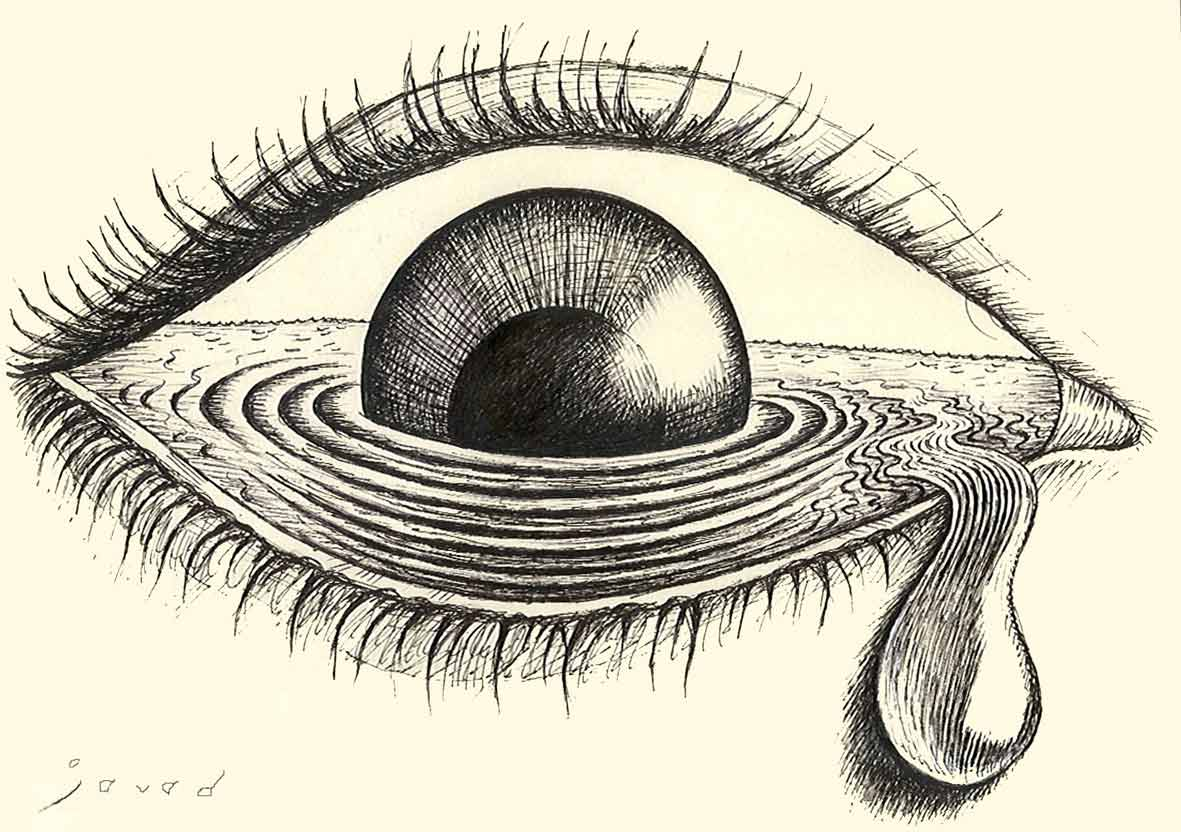
Océan du chagrin
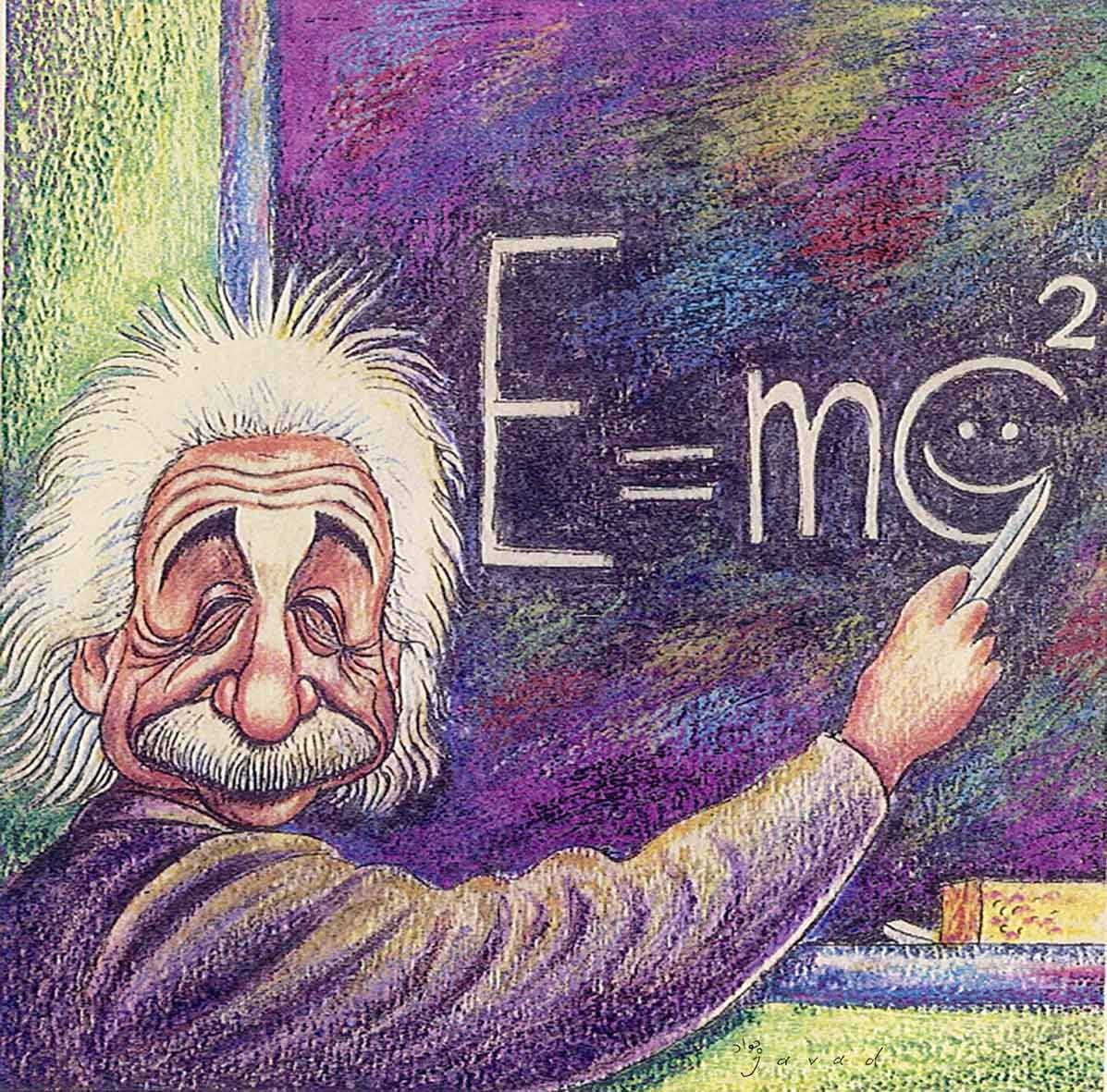
Blaguer sur la formule étonnante
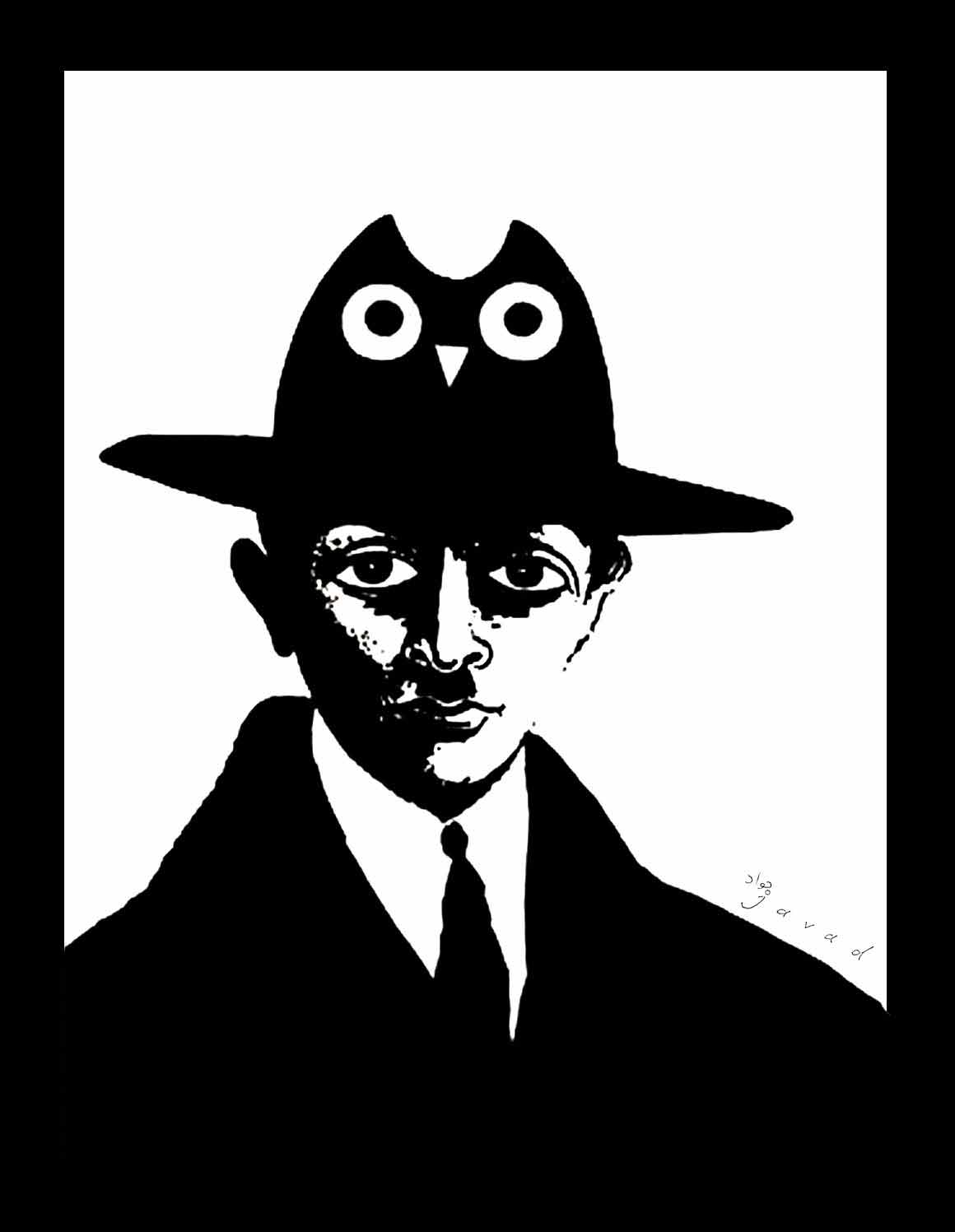
Hedayat, romancier noir
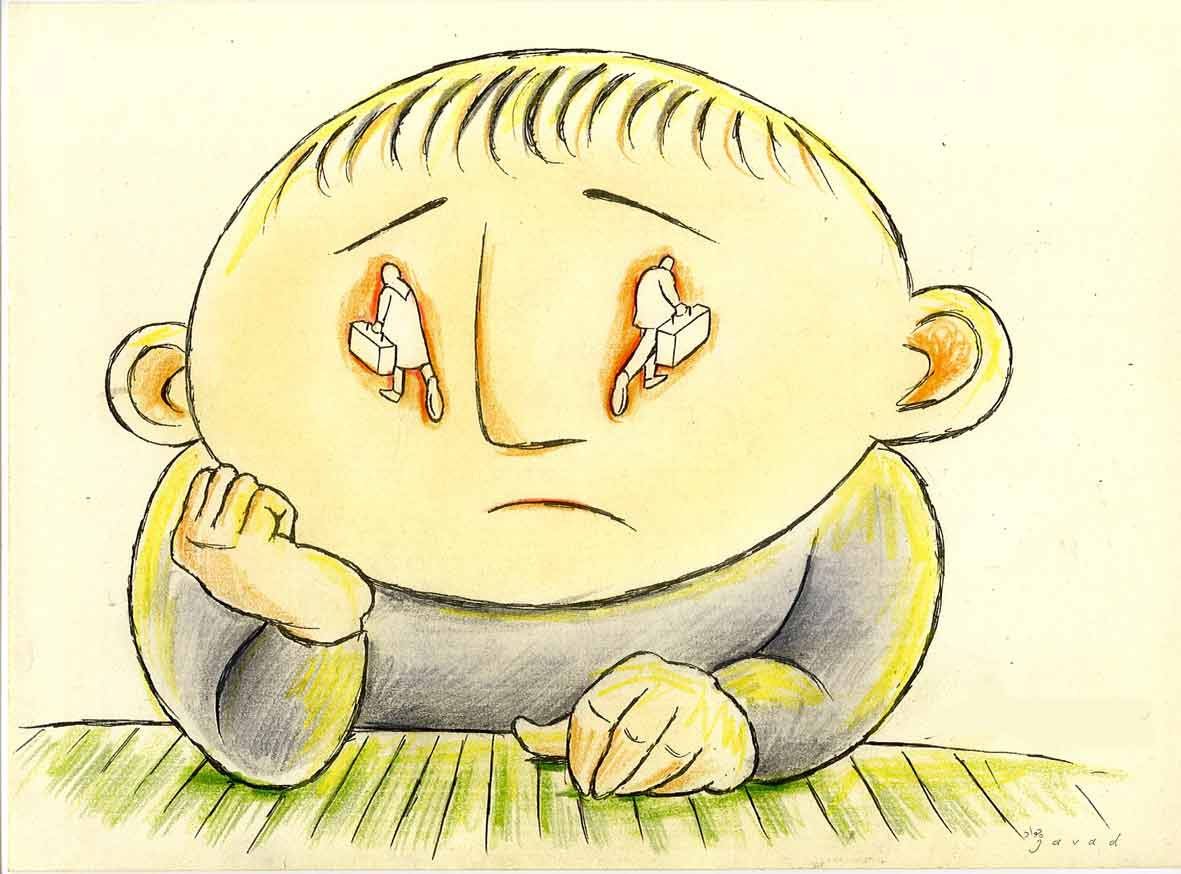
Enfant du divorce